# 1997년 동계 유니버시아드
1997년 동계 유니버시아드(영어: 1997 Winter Universiade, XVIII Winter Universiade)는 1997년 1월 24일부터 2월 2일까지 대한민국 전라북도의 무주군과 전주시에서 열린 동계 유니버시아드이다. 설상 경기는 무주에 소재한 무주리조트에서, 빙상 경기는 전주에서 개최되었다.
미국 버팔로에서 개최되었던 1993년 하계 유니버시아드 대회 기간 중인 1993년 7월 6일, 국제 대학 스포츠 연맹(FISU)에 의해 유치가 확정되었다. 이 대회는 대한민국이 개최한 최초의 동계 종합 스포츠 경기 대회이자 최초의 유니버시아드 대회이다.

## 마스코트
대회의 공식 마스코트는 다람쥐인 무돌이이다. 명칭은 주개최지인 무주에서 따왔다.

## 개최 장소

### 무주군
- 무주리조트 – 알파인 스키
  - 스키 점프 경기장 – 스키 점프, 노르딕 복합, 개회식 및 폐회식
  - 크로스컨트리 및 바이애슬론 (바이아드론) 경기장 (현 골프장) – 크로스컨트리 스키, 바이애슬론 및 노르딕 복합
  - 티롤호텔 – 조직위원회 대회운영본부 (대회 기간 중) 및 초청인사 숙소
  - 가족호텔 (한 동) 및 국민호텔 – 선수촌

### 전주시
- 전주 제1실내빙상경기장 – 피겨 스케이팅 및 쇼트트랙 스피드 스케이팅
- 전주 제2실내빙상경기장 (현 화산체육관) – 아이스하키
- 전주종합운동장 – 스피드 스케이팅 (임시 아이스매트 설치)
- 전주 리베라호텔 – 초청인사 숙소 및 기자촌
- 서신동 (주)광진주택 (세 동) – 선수촌

## 메달 집계
| 순위 | 국가       | 금메달 | 은메달 | 동메달 | 합계 |
| ---- | ---------- | ------ | ------ | ------ | ---- |
| 1    | 일본       | 9      | 9      | 7      | 25   |
| 2    | 러시아     | 9      | 6      | 9      | 24   |
| 3    | 슬로베니아 | 7      | 4      | 4      | 15   |
| 4    | 중국       | 6      | 4      | 6      | 14   |
| 5    | 네덜란드   | 6      | 4      | 1      | 11   |
| 6    | 대한민국   | 5      | 2      | 4      | 11   |
| 7    | 슬로바키아 | 4      | 0      | 0      | 4    |
| 8    | 체코       | 2      | 0      | 3      | 5    |
| 9    | 프랑스     | 1      | 2      | 1      | 4    |
| 10   | 스웨덴     | 1      | 1      | 1      | 3    |
| 11   | 폴란드     | 1      | 0      | 0      | 1    |
| 12   | 벨라루스   | 0      | 5      | 1      | 6    |
| 13   | 오스트리아 | 0      | 4      | 3      | 7    |
| 13   | 이탈리아   | 0      | 4      | 3      | 7    |
| 15   | 우크라이나 | 0      | 2      | 2      | 4    |
| 16   | 미국       | 0      | 1      | 4      | 5    |
| 17   | 루마니아   | 0      | 1      | 0      | 1    |
| 17   | 핀란드     | 0      | 1      | 0      | 1    |
| 17   | 불가리아   | 0      | 1      | 0      | 1    |
| 20   | 독일       | 0      | 0      | 1      | 1    |
| 20   | 캐나다     | 0      | 0      | 1      | 1    |

## 스폰서
- 삼양식품

## 같이 보기
- 1999년 동계 아시안 게임